# Maison, en face des anciens thermes de Bourbon-l'Archambault
La maison en face des anciens thermes est située à Bourbon-l'Archambault (France).

## Localisation
La maison est située sur la commune de Bourbon-l'Archambault, rue de la Monnaie, dans le département de l'Allier, en région Auvergne-Rhône-Alpes.

## Description
Exemple de menuiserie du XVIe siècle, la porte est constituée de deux vantaux comprenant chacun six panneaux, avec rosaces sculptées, et imposte à cintre surbaissé sculptée à jour de guirlandes et motifs de fruits.

## Historique
La maison est inscrite partiellement au titre des monuments historiques par arrêté du 29 mars 1929.

## Protection
Élément protégé : la porte (vantaux et imposte compris).